# Cosmotropico
I co-solventi (in solvente acquoso) sono definiti cosmotropici (dal greco "che fanno ordine") qualora contribuiscano alla stabilità e alla struttura delle interazioni acqua-acqua. I cosmotropi favoriscono l'interazione tra molecole d'acqua. il che stabilizza anche le interazioni intramolecolari in macromolecole come le proteine. Qualora il co-solvente causasse l'effetto opposto, prenderebbe il nome di agente caotropico ("che fanno disordine), il quale disturba la struttura dell'acqua favorendo, così, la solubilità di particelle non polari e destabilizzando gli aggregati di soluto.

## Cosmotropi ionici
I cosmotropi ionici sono tendenzialmente piccoli e con un'elevata densità di carica. Alcuni esempi sono CO2−3, SO2−4, HPO2−4, magnesio (2+), litio (1+), zinco (2+) e alluminio (+3). Grandi ioni o con bassa densità di carica hanno attività caotropica, ad esempio bromuri, ioduri, potassio (1+), cesio (1+). Gli anioni cosmotropici sono più polarizzabili e sono idratati più fortemente rispetto ai cationi cosmotropici provvisti della stessa densità di carica.
Può essere stabilità una scala di riferimento se ci si riferisce alla serie di Hofmeister o al contenuto di energia libera del legame ad idrogeno ({\displaystyle \Delta G_{\rm {HB}}}) dei sali, il quale quantifica la dimensione del legame di uno ione in acqua. Ad esempio, i cosmotropi CO2−3, e OH− hanno {\displaystyle \Delta G_{\rm {HB}}} compreso otra 0.1 e 0.4 J/mol, dove, invece, il caotropo SCN− ha un {\displaystyle \Delta G_{\rm {HB}}} compreso tra −1.1 e −0.9.

## Applicazioni
L'ammonio solfato è un sale cosmotropico tradizionalmente adoperato per il salting-out di una proteina da una soluzione acquosa. I cosmotropi vengono adoperati per indurre l'aggregazione proteica in preparazioni farmaceutiche e in alcuni stadi dell'estrazione e purificazione proteica.

## Cosmotropi non ionici
I cosmotropi non ionici non possiedono carica netta ma sono molto solubili ed ottengono un elevato grado di idratazione. I carboidrati come trealosio e glucosio, così come la prolina e il tert-butanolo, sono cosmotropi.